# Résultats des élections au Conseil des États (2023-2027)
Cet article présente les résultats de toutes les élections au Conseil des États suisse pour la période législative 2023-2027. Cela comprend les élections ordinaires organisées en même temps que les élections fédérales du 22 octobre 2023, les élections de remplacement des conseillers aux États démissionnaires ou décédés au cours de leur mandat, ainsi que les élections de renouvellement ordinaires dans le canton d'Appenzell Rhodes-Intérieures du 30 avril 2023, lors desquelles le conseiller aux États appenzellois a été élu pour la période 2023-2027.

## Système électoral
Pour en savoir plus : Conseil des États
L'article 150 de la Constitution fédérale suisse stipule que l'élection et la durée du mandat des conseillers aux États relèvent de la compétence des cantons. Il existe toutefois une certaine uniformisation. Dans tous les cantons, les conseillers aux États sont élus directement par le peuple : dans le canton d'Appenzell Rhodes-Intérieures lors de la Landsgemeinde, dans tous les autres cantons par les urnes. Les conseillers aux États du canton du Jura et du canton de Neuchâtel sont élus au scrutin proportionnel, tandis que tous les autres cantons ont adopté le scrutin majoritaire. Le système habituel est celui du scrutin à deux tours : Au premier tour, un candidat doit obtenir la majorité absolue (calculée différemment suivant les cantons) pour être élu. Au second tour, la majorité relative suffit : Le candidat qui a obtenu le plus de voix est élu.
Les élections au Conseil des États pour la 52e législature ont eu lieu dans tous les cantons, à l'exception d'Appenzell Rhodes-Intérieures, en même temps que les élections du Conseil national le 22 octobre 2023. Pour le canton d'Appenzell Rhodes-Intérieures l'élection du conseiller aux États pour la 52e législature est fixée au 30 avril 2023.

## Canton d'Argovie

### Élection ordinaire (22 octobre 2023 et 19 novembre 2023)
Source:
Au premier tour seul le conseiller aux États sortant Thierry Burkart a dépassé la majorité absolue de 96 112 voix au 1er tour, un 2e tour a dû donc être organisé, celui-ci à la majorité relative.
| Candidat | Candidat                  | Parti politique | Tour 1  | Tour 1 | Tour 2 | Tour 2 | Résultat |
| Candidat | Candidat                  | Parti politique | Voix    | %      | Voix   | %      | Résultat |
| -------- | ------------------------- | --------------- | ------- | ------ | ------ | ------ | -------- |
|          | Thierry Burkart (sortant) | PLR             | 105 897 | 52,2 % | élu    | élu    | élu      |
|          | Benjamin Giezendanner     | UDC             | 86 430  | 42,6 % | 79 429 | 47,2 % |          |
|          | Gabriela Suter            | PS              | 51 930  | 25,6 % |        |        |          |
|          | Marianne Binder Keller    | Centre          | 48 414  | 23,9 % | 84 431 | 50,2 % | élue     |
|          | Irène Kalin               | Verts           | 38 511  | 19,0 % |        |        |          |
|          | Barbara Portman           | PVL             | 20 692  | 10,2 % |        |        |          |
|          | Lilian Studer             | PEV             | 16 499  | 8,1 %  |        |        |          |
|          | Nancy Holten              | Indépendant     | 4 212   | 2,1 %  | 2 879  | 1,7 %  |          |
|          | Theres Schöni             | LOVB            | 3 542   | 1,7 %  |        |        |          |
|          | Pie Lischer               | Indépendant     | 1 964   | 1,0 %  | 1 385  | 0,8 %  |          |
|          | Autres                    | Autres          | 6 354   | 3,1 %  |        |        |          |

## Canton d'Appenzell Rhodes-Extérieures (1 siège)

### Élection ordinaire (22 octobre 2023)
Source:
| Candidat | Candidat                | Parti politique | Voix   | %      | Résultat |
| -------- | ----------------------- | --------------- | ------ | ------ | -------- |
|          | Andrea Caroni (sortant) | PLR             | 14 705 | 90,4 % | élu      |
|          | Autres                  | Autres          | 1 561  | 9,6 %  |          |

## Canton d'Appenzell Rhodes-Intérieures (1 siège)

### Élection ordinaire (30 avril 2023)
Le 30 avril 2023, lors de la Landsgemeinde, l'ancien conseiller aux États Daniel Fässler (Le Centre) a été réélu sans aucun candidat adverse et avec seulement quelques voix opposées.
Comme les votes ont lieu à main levée lors de la Landsgemeinde, il n'est pas possible d'indiquer les proportions exactes des voix.
| Candidat | Candidat                 | Parti politique | Résultat |
| -------- | ------------------------ | --------------- | -------- |
|          | Daniel Fässler (sortant) | Centre          | élu      |

## Canton de Bâle-Campagne (1 siège)

### Élection ordinaire (22 octobre 2023)
Source:
| Candidat | Candidat             | Parti politique | Voix   | %      | Résultat |
| -------- | -------------------- | --------------- | ------ | ------ | -------- |
|          | Maya Graf (sortante) | Verts           | 45 554 | 54,4 % | élue     |
|          | Sven Inäbnit         | PLR             | 35 976 | 42,9 % |          |
|          | Autres               | Autres          | 2 280  | 2,7 %  |          |

## Canton de Bâle-Ville (1 siège)

### Élection ordinaire (22 octobre 2023)
Source:
| Candidat | Candidat              | Parti politique | Voix   | %      | Résultat |
| -------- | --------------------- | --------------- | ------ | ------ | -------- |
|          | Eva Herzog (sortante) | PS              | 42 677 | 73,1 % | élue     |
|          | Balz Herter           | Centre          | 6 959  | 11,9 % |          |
|          | Pascal Messerli       | UDC             | 6 730  | 11,5 % |          |
|          | Éric Weber            | VA              | 974    | 1,7 %  |          |
|          | Autres                | Autres          | 624    | 0,7 %  |          |

## Canton de Berne

### Élection ordinaire (22 octobre 2023)
Source:
Au 1er tour, personne n'a atteint la majorité absolue de 173 210 voix, un 2e tour aurait donc du être organisé, mais comme tous les autres candidats autorisés à se présenter au second tour se sont retirés après le premier, Flavia Wasserfallen et Werner Salzmann ont été élus tacitement.
| Candidat | Candidat                  | Parti politique | Tour 1  | Tour 1 | Tour 2          | Tour 2          | Résultat |
| Candidat | Candidat                  | Parti politique | Voix    | %      | Voix            | %               | Résultat |
| -------- | ------------------------- | --------------- | ------- | ------ | --------------- | --------------- | -------- |
|          | Flavia Wasserfallen       | PS              | 158 843 | 42,6 % | élection tacite | élection tacite | élue     |
|          | Werner Salzmann (sortant) | UDC             | 157 944 | 42,4 % | élection tacite | élection tacite | élu      |
|          | Bernhard Pulver           | Verts           | 97 275  | 26,1 % |                 |                 |          |
|          | Sandra Hesse              | PLR             | 93 123  | 25,0 % |                 |                 |          |
|          | Jürg Grossen              | PVL             | 72 860  | 19,6 % |                 |                 |          |
|          | Lorenz Hess               | Centre          | 41 237  | 11,1 % |                 |                 |          |
|          | Marc Jost                 | PEV             | 28 377  | 7,6 %  |                 |                 |          |
|          | Madeleine Amstutz         | BSL             | 16 747  | 4,5 %  |                 |                 |          |
|          | Pascal Fouquet            | PPS             | 10 756  | 2,9 %  |                 |                 |          |
|          | Jorge Ananiadis           | PPS             | 3 978   | 1,1 %  |                 |                 |          |
|          | Richard Koller            | Indépendant     | 3 604   | 1,0 %  |                 |                 |          |
|          | Autres                    | Autres          | 8 091   | 2,3 %  |                 |                 |          |

## Canton de Fribourg

### Élection ordinaire (22 octobre 2023 et 12 novembre 2023)
Source:
Personne n'ayant obtenu la majorité absolue de 47 789 voix au premier tour, un deuxième tour a dû être organisé à la majorité relative.
| Candidat | Candidat                    | Parti politique | Tour 1 | Tour 1 | Tour 2 | Tour 2 | Résultat |
| Candidat | Candidat                    | Parti politique | Voix   | %      | Voix   | %      | Résultat |
| -------- | --------------------------- | --------------- | ------ | ------ | ------ | ------ | -------- |
|          | Isabelle Chassot (sortante) | Centre          | 34 838 | 36,5 % | 38 161 | 53,7 % | élue     |
|          | Johanna Gapany (sortante)   | PLR             | 27 989 | 29,8 % | 30 538 | 42,9 % | élue     |
|          | Pierre-André Page           | UDC             | 27 280 | 28,5 % |        |        |          |
|          | Alizée Rey                  | PS              | 22 634 | 23,7 % | 29 624 | 41,7 % |          |
|          | Gerhard Andrey              | Verts           | 21 150 | 22,1 % |        |        |          |
|          | Leonardo Gomez Mariaca      | PVL             | 3 400  | 3,6 %  |        |        |          |
|          | Flavio Guido                | PC/BP           | 1 794  | 1,9 %  |        |        |          |

## Canton de Genève

### Élection ordinaire (22 octobre 2023 et 12 novembre 2023)
Source:
Personne n'ayant obtenu la majorité absolue de 55 057 voix au premier tour, un deuxième tour a dû être organisé à la majorité relative.
| Candidat | Candidat                   | Parti politique | Tour 1        | Tour 1        | Tour 2 | Tour 2 | Résultat |
| Candidat | Candidat                   | Parti politique | Voix          | %             | Voix   | %      | Résultat |
| -------- | -------------------------- | --------------- | ------------- | ------------- | ------ | ------ | -------- |
|          | Mauro Poggia               | MCG             | 38 761        | 35,2 %        | 55 317 | 54,4 % | élu      |
|          | Lisa Mazzone (sortante)    | Verts           | 38 019        | 34,5 %        | 45 300 | 44,6 % |          |
|          | Carlo Sommaruga (sortant)  | PS              | 37 838        | 34,4 %        | 46 423 | 45,7 % | élu      |
|          | Céline Amaudruz            | UDC             | 28 365        | 25,8 %        | 40 371 | 39,7 % |          |
|          | Simone de Montmollin       | PLR             | 19 993        | 18,2 %        |        |        |          |
|          | Vincent Maitre             | Centre          | 15 877        | 14,4 %        |        |        |          |
|          | Michel Matter              | PVL             | 12 729        | 11,6 %        |        |        |          |
|          | Jessica Pini               | PST             | 3 419         | 3,1 %         |        |        |          |
|          | Guillaume Thion            | Sol             | 2 026         | 1,8 %         |        |        |          |
|          | Philippe Oberson           | Peuple          | 2 022         | 1,8 %         |        |        |          |
|          | Pablo Cruchon              | EàG – UP        | 1 894         | 1,7 %         |        |        |          |
|          | Danielle Permentier        | EàG – UP        | 1 622         | 1,5 %         |        |        |          |
|          | Chloé Frammery             | L-P             | Pas candidate | Pas candidate | 4 225  | 4,2 %  |          |
|          | Anastasia Natalia Ventouri | Peuple          | 1 422         | 1,3 %         | 3 275  | 3,2 %  |          |

## Canton de Glaris

### Élection ordinaire (22 octobre 2023)
Source:
| Candidat | Candidat                | Parti politique | Voix  | %      | Résultat |
| -------- | ----------------------- | --------------- | ----- | ------ | -------- |
|          | Benjamin Mühlemann      | PLR             | 8 704 | 68,3 % | élu      |
|          | Mathias Zopfi (sortant) | Verts           | 7 286 | 57,2 % | élu      |
|          | Peter Rothlin           | UDC             | 5 483 | 43,0 % |          |
|          | Autres                  | Autres          | 1 409 | 11,1 % |          |

## Canton des Grisons

### Élection ordinaire (22 octobre 2023)
Source:
| Candidat | Candidat                | Parti politique | Voix   | %      | Résultat |
| -------- | ----------------------- | --------------- | ------ | ------ | -------- |
|          | Stefan Engler (sortant) | Centre          | 38 316 | 77,2 % | élu      |
|          | Martin Schmid (sortant) | PLR             | 33 611 | 67,8 % | élu      |
|          | Hans Vetsch             | Indépendant     | 5 723  | 11,5 % |          |
|          | Autres                  | Autres          | 10 346 | 20,8%  |          |

## Canton du Jura

### Élection ordinaire (22 octobre 2023)
Source:
Dans le canton du Jura, les conseillers aux États sont élus à la proportionnelle. C'est donc d'abord le nombre de voix par parti qui est déterminant et ensuite seulement, au sein du parti, le nombre de voix des différents candidats.
| Parti politique     | Parti politique         | Voix   | %      | candidat                       | Voix  | Résultat |
| ------------------- | ----------------------- | ------ | ------ | ------------------------------ | ----- | -------- |
|                     | Le Centre               | 14 908 | 31,1 % | Charles Juillard (sortant)     | 8 247 | élu      |
| François Monin      | Le Centre               | 14 908 | 31,1 % | 5 728                          |       |          |
|                     | Parti socialiste suisse | 13 912 | 29,0 % | Mathilde Crevoisier (sortante) | 7 447 | élue     |
| Nathalie Barthoulot | Parti socialiste suisse | 13 912 | 29,0 % | 5 467                          |       |          |
|                     | Ensemble ( PLR et UDC ) | 12 674 | 26,4 % | Jacques Gerber (PLR)           | 6 257 |          |
|                     | Ensemble ( PLR et UDC ) | 12 674 | 26,4 % | Thomas Stettler (UDC)          | 5 434 |          |
|                     | Les Verts               | 3 999  | 8,3 %  | Pauline Godat                  | 2 907 |          |
|                     | Vert'libéraux           | 1 301  | 2,7 %  | Paul Monnérat                  | 720   |          |
| Ismaël Vuillaume    | Vert'libéraux           | 1 301  | 2,7 %  | 510                            |       |          |
|                     | HelvEthica              | 1 210  | 2,5 %  | Pascal Prince                  | 684   |          |
| Alec André Schärer  | HelvEthica              | 1 210  | 2,5 %  | 499                            |       |          |

## Canton de Lucerne

### Élection ordinaire (22 octobre 2023)
Source:
| Candidat | Candidat                | Parti politique | Voix   | %      | Résultat |
| -------- | ----------------------- | --------------- | ------ | ------ | -------- |
|          | Damian Müller (sortant) | PLR             | 72 978 | 53,7 % | élu      |
|          | Andrea Gmür (sortante)  | Centre          | 69 578 | 50,7 % | élue     |
|          | Dieter Haller           | UDC             | 32 292 | 23,5 % |          |
|          | David Roth              | PS              | 30 359 | 22,1 % |          |
|          | Laura Spring            | Verts           | 29 049 | 21,2 % |          |
|          | Roland Fischer          | PVL             | 9 875  | 7,2 %  |          |
|          | Peter Régli             | Indépendant     | 2 531  | 1,8 %  |          |
|          | Autres                  | Autres          | 3 372  | 2,5 %  |          |

## Canton de Neuchâtel

### Élection ordinaire (22 octobre 2023)
Source:
Dans le canton du Neuchâtel, les conseillers aux États sont élus à la proportionnelle. C'est donc d'abord le nombre de voix par parti qui est déterminant et ensuite seulement, au sein du parti, le nombre de voix des différents candidats.
| Parti politique    | Parti politique              | Voix   | %      | candidat                 | Voix   | Résultat |
| ------------------ | ---------------------------- | ------ | ------ | ------------------------ | ------ | -------- |
|                    | Parti socialiste suisse      | 22 669 | 23,5 % | Baptiste Hurni           | 13 914 | élu      |
| Théo Huguenin-Elie | Parti socialiste suisse      | 22 669 | 23,5 % | 8 339                    |        |          |
|                    | Les Verts                    | 21 907 | 22,7 % | Céline Vara (sortante)   | 12 167 | élue     |
| Fabien Fivaz       | Les Verts                    | 21 907 | 22,7 % | 9 306                    |        |          |
|                    | Parti libéral-radical        | 20 645 | 21,4 % | Philippe Bauer (sortant) | 11 900 |          |
| Pascale Leutwiler  | Parti libéral-radical        | 20 645 | 21,4 % | 8 186                    |        |          |
|                    | Union démocratique du centre | 15'109 | 15,6 % | Daniel Berger            | 7 938  |          |
| Grégoire Cario     | Union démocratique du centre | 15'109 | 15,6 % | 7 011                    |        |          |
|                    | Parti suisse du travail      | 10 261 | 10,6 % | Denis de la Reussille    | 6 091  |          |
| Sarah Blum         | Parti suisse du travail      | 10 261 | 10,6 % | 4 039                    |        |          |
|                    | Vert'libéraux                | 5 684  | 5,9 %  | Brigitte Leitenberg      | 3 265  |          |
| Jennifer Hirter    | Vert'libéraux                | 5 684  | 5,9 %  | 2 367                    |        |          |
|                    | Parti fédéraliste européen   | 300    | 0,3 %  | Jean-Luc Pieren          | 202    |          |

## Canton de Nidwald (1 siège)

### Élection ordinaire (22 octobre 2023)
Source:
| Candidat | Candidat             | Parti politique | Voix   | %      | Résultat |
| -------- | -------------------- | --------------- | ------ | ------ | -------- |
|          | Hans Wicki (sortant) | PLR             | 10 817 | 70,7 % | élu      |
|          | Urs Lang             | Aufrecht        | 2 349  | 15,4 % |          |
|          | Benedikt Zwyssig     | Indépendant     | 2 134  | 13,9 % |          |

## Canton d'Obwald (1 siège)

### Élection ordinaire (22 octobre 2023)
Seul le sortant Erich Ettlin s'est porté candidat aux élections pour le Conseil des États du 22 octobre 2023 dans le canton d'Obwald. Il a donc été déclaré élu tacitement par le Conseil d’État (Gouvernement du canton).
| Candidat | Candidat               | Parti politique | Voix            | Résultat |
| -------- | ---------------------- | --------------- | --------------- | -------- |
|          | Erich Ettlin (sortant) | Centre          | élection tacite | élu      |

## Canton de Schaffhouse

### Élection ordinaire (22 octobre 2023 et 19 novembre 2023)
Source:
Au premier tour seul le conseiller aux États sortant Hannes Germann a dépassé la majorité absolue de 13 939 voix au 1er tour, un 2e tour a dû donc être organisé à la majorité relative.
| Candidat | Candidat                 | Parti politique | Tour 1  | Tour 1 | Tour 2 | Tour 2 | Résultat |
| Candidat | Candidat                 | Parti politique | Voix    | %      | Voix   | %      | Résultat |
| -------- | ------------------------ | --------------- | ------- | ------ | ------ | ------ | -------- |
|          | Hannes Germann (sortant) | UDC             | 15 490  | 48,5 % | élu    | élu    | élu      |
|          | Simon Stocker            | PS              | 13 456  | 42,1 % | 15 769 | 51,3 % | élu      |
|          | Thomas Minder (sortant)  | Indépendant     | 12 054  | 37,7 % | 13 504 | 43,9 % |          |
|          | Nina Schärer             | PLR             | 0 6 152 | 19,3 % | 1 158  | 3,8 %  |          |
|          | Lisa Brühlmann           | Jeunes verts    | 0 5 093 | 15,9 % |        |        |          |
|          | Autres                   | Autres          | 0 3 517 | 11,0 % | 323    | 1,1 %  |          |

### Élection complémentaire (29 juin 2025)
Le 24 mars 2025, le Tribunal fédéral annule de l'élection de Simon Stocker (PS) au Conseil des États, estimant qu'il ne remplissait pas la condition de domiciliation exigée par le droit cantonal au moment du scrutin du 19 novembre 2023. Selon le jugement bien que Stocker ait manifesté son intention de s'installer à Schaffhouse, lui et sa famille résidaient et il travaillait toujours à Zurich le jour de l'élection, ce qui a conduit le Tribunal fédéral à considérer que son centre d’intérêts et donc son domicile n’était pas encore déplacé. La nouvelle date de l'élection est fixée au 29 juin 2025. Simon Stocker se porte candidat, tout en regrettant que l’arrêt du Tribunal fédéral constitue, selon lui, un refus d’un modèle familial moderne et égalitaire,.
| Candidat | Candidat                | Parti politique | Tour 1 | Tour 1 | Résultat |
| Candidat | Candidat                | Parti politique | Voix   | %      | Résultat |
| -------- | ----------------------- | --------------- | ------ | ------ | -------- |
|          | Severin Brüngger        | PLR             | 17 064 | 51,9 % | élu      |
|          | Simon Stocker (sortant) | PS              | 15 575 | 47,4 % |          |
|          | Autres                  | Autres          | 228    | 0,7 %  |          |

## Canton de Schwytz

### Élection ordinaire (22 octobre 2023)
Source:
| Candidat | Candidat                   | Parti politique | Voix   | %      | Résultat |
| -------- | -------------------------- | --------------- | ------ | ------ | -------- |
|          | Petra Gössi                | PLR             | 33 342 | 54,8 % | élue     |
|          | Pirmin Schwander           | UDC             | 30 112 | 49,5 % | élu      |
|          | Othmar Reichmuth (sortant) | Centre          | 28 699 | 47,2 % |          |
|          | Elsbeth Anderegg Marty     | PS              | 8 425  | 13,8 % |          |
|          | Dave Heinzer               | Verts           | 7 201  | 11,8 % |          |

## Canton de Soleure

### Élection ordinaire (22 octobre 2023 et 19 novembre 2023)
Source:
Au premier tour seul le conseiller aux États sortant Pirmin Bischof a dépassé la majorité absolue de 43 160 voix au 1er tour, un 2e tour a dû donc être organisé à la majorité relative.
| Candidat | Candidat                 | Parti politique | Tour 1 | Tour 1 | Tour 2 | Tour 2 | Résultat |
| Candidat | Candidat                 | Parti politique | Voix   | %      | Voix   | %      | Résultat |
| -------- | ------------------------ | --------------- | ------ | ------ | ------ | ------ | -------- |
|          | Pirmin Bischof (sortant) | Centre          | 46 086 | 53,4 % | élu    | élu    | élu      |
|          | Franziska Roth           | PS              | 30 602 | 35,4 % | 43 668 | 54,9 % | élue     |
|          | Christian Imark          | UDC             | 29 176 | 33,8 % | 35 904 | 45,1 % |          |
|          | Remo Ankli               | PLR             | 25 585 | 29,6 % |        |        |          |
|          | Felix Wettstein          | Verts           | 14 394 | 16,7 % |        |        |          |
|          | Dieter Kunzli            | PVL             | 8 701  | 10,1 % |        |        |          |

## Canton de Saint-Gall

### Élection ordinaire (22 octobre 2023)
Source:
| Candidat | Candidat                  | Parti politique | Voix   | %      | Résultat |
| -------- | ------------------------- | --------------- | ------ | ------ | -------- |
|          | Benedikt Würth (sortant)  | Centre          | 88 888 | 57,4 % | élu      |
|          | Esther Friedli (sortante) | UDC             | 88 134 | 57,0 % | élue     |
|          | Arbër Bullakaj            | PS              | 24 373 | 15,8 % |          |
|          | Meret Grob                | Verts           | 24 004 | 15,5 % |          |
|          | Oskar Seger               | PLR             | 21 560 | 13,9 % |          |
|          | Andrin Monstein           | PVL             | 19 244 | 12,9 % |          |
|          | Patrick Jetzer            | Aufrecht        | 5 685  | 3,7 %  |          |
|          | Stefan Hubschmid          | PfSG            | 4 094  | 2,6 %  |          |
|          | Autres                    | Autres          | 2 895  | 1,9 %  |          |

## Canton du Tessin

### Élection ordinaire (22 octobre 2023 et 19 novembre 2023)
Source:
Personne n'ayant obtenu la majorité absolue de 51 831 voix au premier tour, un deuxième tour a dû être organisé à la majorité relative.
| Candidat | Candidat                | Parti politique | Tour 1 | Tour 1 | Tour 2 | Tour 2 | Résultat |
| Candidat | Candidat                | Parti politique | Voix   | %      | Voix   | %      | Résultat |
| -------- | ----------------------- | --------------- | ------ | ------ | ------ | ------ | -------- |
|          | Marco Chiesa (sortant)  | UDC             | 39 024 | 37,6 % | 40 549 | 40,3 % | élu      |
|          | Fabio Regazzi           | Centre          | 28 749 | 27,7 % | 31 962 | 31,8 % | élu      |
|          | Alex Farinelli          | PLR             | 27 221 | 26,3 % | 29 556 | 29,4 % |          |
|          | Greta Gysin             | Verts           | 22 321 | 21,5 % | 27 606 | 27,4 % |          |
|          | Bruno Storni            | PS              | 19 359 | 18,7 % |        |        |          |
|          | Amalia Mirante          | ATL             | 13 744 | 13,3 % | 19 527 | 19,4 % |          |
|          | Massimiliano Ay         | No UE–No NATO   | 4 212  | 4,1 %  |        |        |          |
|          | Werner Nussbaumer       | HelvEthica      | 3 724  | 3,6 %  |        |        |          |
|          | Jacques Ducry           | CR              | 3 411  | 3,3 %  |        |        |          |
|          | Evelyne Battaglia-Richi | PVL             | 2 923  | 2,8 %  |        |        |          |
|          | Simone Conti            | CR              | 803    | 0,8 %  |        |        |          |

## Canton de Thurgovie

### Élection ordinaire (22 octobre 2023)
Source:
| Candidat | Candidat                           | Parti politique | Voix   | %      | Résultat |
| -------- | ---------------------------------- | --------------- | ------ | ------ | -------- |
|          | Brigitte Häberli-Koller (sortante) | Centre          | 51 209 | 63,5 % | élue     |
|          | Jakob Stark (sortant)              | UDC             | 46 126 | 57,2 % | élu      |
|          | Stefan Leuthold                    | PVL             | 19 290 | 23,9 % |          |
|          | Kristiane Vietze                   | PLR             | 17 665 | 21,9 % |          |
|          | Robin Spiri                        | Aufrecht        | 7 397  | 9,2 %  |          |
|          | Gabriela Coray                     | Indépendant     | 3 623  | 4,5 %  |          |
|          | Autres                             | Autres          | 5 227  | 6,5 %  |          |

## Canton d'Uri

### Élection ordinaire (22 octobre 2023)
Source:
| Candidat | Candidat                   | Parti politique | Voix  | %      | Résultat |
| -------- | -------------------------- | --------------- | ----- | ------ | -------- |
|          | Heidi Z'graggen (sortante) | Centre          | 8 581 | 78,6 % | élue     |
|          | Josef Dittli (sortant)     | PLR             | 8 399 | 76,9 % | élu      |
|          | Autres                     | Autres          | 2 739 | 25,1 % |          |

## Canton de Vaud

### Élection ordinaire (22 octobre 2023 et 12 novembre 2023)
Source:
Au premier tour seul Pierre-Yves Maillard a obtenu la majorité absolue de 97 407 voix au 1er tour, un 2e tour a dû être organisé à la majorité relative.
| Candidat | Candidat             | Parti politique | Tour 1  | Tour 1 | Tour 2 | Tour 2 | Résultat |
| Candidat | Candidat             | Parti politique | Voix    | %      | Voix   | %      | Résultat |
| -------- | -------------------- | --------------- | ------- | ------ | ------ | ------ | -------- |
|          | Pierre-Yves Maillard | PS              | 101 880 | 52,3 % | élu    | élu    | élu      |
|          | Pascal Broulis       | PLR             | 85 171  | 43,7 % | 89 058 | 53,6 % | élu      |
|          | Michaël Buffat       | UDC             | 52 518  | 27,0 % |        |        |          |
|          | Raphaël Mahaim       | Verts           | 48 087  | 24,7 % | 74 648 | 44,9 % |          |
|          | Céline Weber         | PVL             | 26 243  | 13,5 % |        |        |          |
|          | Angela Zimmermann    | Jeunes verts    | 14 070  | 7,2 %  |        |        |          |
|          | Ella Mona Chevalley  | EAG             | 8 896   | 4,6 %  |        |        |          |
|          | Emmanuel Gétaz       | Libres          | 7 176   | 3,7 %  |        |        |          |
|          | Hadrien Buclin       | EAG             | 6 485   | 3,3 %  |        |        |          |
|          | Anaïs Timofté        | PST             | 5 583   | 2,9 %  |        |        |          |
|          | François Meylan      | Ind. vaudois    | 4 918   | 2,5 %  |        |        |          |
|          | Margarida Janeiro    | JSS             | 4 894   | 2,5 %  |        |        |          |
|          | Zakaria Dridi        | PST             | 2 509   | 1,3 %  |        |        |          |

## Canton du Valais

### Élection ordinaire (22 octobre 2023 et 12 novembre 2023)
Source:
Personne n'ayant obtenu la majorité absolue de 54 206 voix au premier tour, un deuxième tour a dû être organisé à la majorité relative.
| Candidat | Candidat                  | Parti politique | Tour 1 | Tour 1 | Tour 2 | Tour 2 | Résultat |
| Candidat | Candidat                  | Parti politique | Voix   | %      | Voix   | %      | Résultat |
| -------- | ------------------------- | --------------- | ------ | ------ | ------ | ------ | -------- |
|          | Beat Rieder (sortant)     | Centre          | 52 748 | 48,7 % | 56 306 | 67,5 % | élu      |
|          | Marianne Maret (sortante) | Centre          | 43 204 | 39,9 % | 54 273 | 65,1 % | élue     |
|          | Philippe Nantermod        | PLR             | 25 145 | 23,2 % | 29 143 | 34,9 % |          |
|          | Jean-Luc Addor            | UDC             | 23 371 | 21,6 % |        |        |          |
|          | Céline Dessimoz           | Verts           | 13 704 | 12,6 % |        |        |          |
|          | Claudia Alpiger           | PS              | 12 497 | 11,5 % |        |        |          |
|          | Aferdita Bogiqi           | PS              | 11 235 | 10,4 % |        |        |          |
|          | Philippe Jansen           | PVL             | 6 770  | 6,2 %  |        |        |          |
|          | Jeannette Salzmann        | PVL             | 5 349  | 4,9 %  |        |        |          |

## Canton de Zoug

### Élection ordinaire (22 octobre 2023)
Source:
| Candidat | Candidat                  | Parti politique | Voix   | %      | Résultat |
| -------- | ------------------------- | --------------- | ------ | ------ | -------- |
|          | Peter Hegglin (sortant)   | Centre          | 23 077 | 55,6 % | élu      |
|          | Matthias Michel (sortant) | PLR             | 22 673 | 54,6 % | élu      |
|          | Thomas Werner             | UDC             | 9 939  | 23,9 % |          |
|          | Manuela Weichelt          | Verts           | 9 123  | 22,0 % |          |
|          | Kim Léandra Weber         | PVL             | 5 205  | 12,5 % |          |
|          | Marco Rima                | Indépendant     | 3 941  | 9,5 %  |          |
|          | Stefan Thoni              | PARAT           | 1 492  | 3,6 %  |          |
|          | Adi Hadodo                | Aufrecht        | 1 029  | 2,5 %  |          |
|          | René Zimmermann           | Aufrecht        | 1 025  | 2,5 %  |          |

## Canton de Zurich

### Élection ordinaire (22 octobre 2023 et 19 novembre 2023)
Source:
Au premier tour seul le conseiller aux États sortant Daniel Jositsch a dépassé la majorité absolue de 218 128 voix au 1er tour, un 2e tour a dû donc être organisé à la majorité relative.
| Candidat | Candidat                  | Parti politique | Tour 1  | Tour 1 | Tour 2  | Tour 2 | Résultat |
| Candidat | Candidat                  | Parti politique | Voix    | %      | Voix    | %      | Résultat |
| -------- | ------------------------- | --------------- | ------- | ------ | ------- | ------ | -------- |
|          | Daniel Jositsch (sortant) | PS              | 236 775 | 51,8 % | élu     | élu    | élu      |
|          | Gregor A.Rutz             | UDC             | 154 910 | 33,9 % | 159 328 | 41,9 % |          |
|          | Régina Sauter             | PLR             | 120 571 | 26,4 % |         |        |          |
|          | Tiana-Angelina Moser      | PVL             | 105 604 | 23,1 % | 206 493 | 54,3 % | élue     |
|          | Daniel Leupi              | Verts           | 97 520  | 21,3 % |         |        |          |
|          | Philippe Kutter           | Centre          | 66 770  | 14,6 % |         |        |          |
|          | Nik Gugger                | PEV             | 32 941  | 7,2 %  |         |        |          |
|          | Pierre Vetsch             | Indépendant     | 10 066  | 2,2 %  | 4 167   | 1,1 %  |          |
|          | Sevin Senem Satan         | PST             | 8 880   | 1,9 %  |         |        |          |
|          | Rita Maiorano             | PST             | 8 054   | 1,8 %  |         |        |          |
|          | Bernard Schmidt           | Indépendant     | 6 787   | 1,5 %  | 3 448   | 0,9 %  |          |
|          | Autres                    | Autres          | 23 631  | 5,1 %  | 7 075   | 1,8 %  |          |